# 1993 في الهند
فيما يلي قوائم الأحداث التي وقعت خلال عام 1993 في الهند.

## أفلام
من الأفلام التي صدرت هذه السنة في الهند:
- 1 يناير – بازيجار من إخراج Mastan Alibhai Burmawalla ‏، Abbas Alibhai Burmawalla ‏.

## مواليد

### فبراير
- 9 فبراير – باريمرجان نيجي لاعب شطرنج هندي.

### مارس
- 15 مارس – عاليا بهات ممثلة هندية.
- 21 مارس – سوراج شارما ممثل هندي.

### مايو
- 19 مايو – مانديب جانجرا ملاكم هندي.

### ديسمبر
- 16 ديسمبر – جيوتي أمجي

## وفيات

### أبريل
- 5 أبريل – ديفيا بهارتي (مواليد 1974) ممثلة هندية.